# 조제 클레베르송
조제 클레베르송 페레이라(José Kléberson Pereira, 1979년 6월 19일 ~ )는 흔히 조제 클레베르송(José Kléberson) 또는 간단히 줄여서 클레베르송(Kléberson)이라는 이름으로 알려져 있는 브라질의 전 축구 선수로, 포지션은 미드필더다.
과거 잉글랜드의 맨체스터 유나이티드(2003년~2005년)와 터키의 베식타시(2005년~2007년), 브라질의 플라멩구(2007년~2012년)에서 뛴 적이 있었으며 2002년 FIFA 월드컵과 2003년 FIFA 컨페더레이션스컵, 2009년 FIFA 컨페더레이션스컵, 2010년 FIFA 월드컵에서 브라질 국가대표로 출전하였다.